# Grete Kirkeberg
Grete Kirkeberg (* 3. September 1964) ist eine ehemalige norwegische Langstreckenläuferin.
1988 siegte sie beim Frankfurt-Marathon mit ihrer Bestzeit von 2:35:44 h. Insgesamt dreimal gewann sie den Stockholm-Marathon (1993, 1996 und 1998). Dreimal wurde sie nationale Meisterin über 5000 Meter, viermal über 10.000 Meter, einmal im Halbmarathon und insgesamt siebenmal auf den verschiedenen Crosslaufdistanzen.
Beim Marathon den Weltmeisterschaften 1997 in Athen belegte sie den 16. Platz.

## Persönliche Bestzeiten
- 5000 m: 15:45,98 min, 10. August 1986, Sandnes
- 10.000 m: 32:37,99 min, 5. Juli 1986, Oslo
- Halbmarathon: 1:11:57 h, 1. September 1985, Oslo
- Marathon: 2:35:44 h, 30. Oktober 1988, Frankfurt am Main

## Weblink
- Grete Kirkeberg in der Datenbank von World Athletics (englisch)